# The Gay Defender
The Gay Defender is een Amerikaanse dramafilm uit 1927 onder regie van Gregory La Cava. Destijds werd de film in Nederland uitgebracht onder de titel De schrik van Mexico.

## Verhaal
Joaquin Murrieta is de zoon van een Spaanse grootgrondbezitter in Californië. Hij is verliefd op Ruth Ainsworth, de dochter van een Amerikaanse landcommissaris. Een knecht van de Murrieta's neemt Bart Hamby gevangen, omdat hij goud van de familie heeft gestolen. Zijn broer Jake daagt Joaquin uit tot een duel om het geld toch buit te maken. Als dat plan op niets uitdraait, wil Jake land van de Murrieta's in bezit krijgen. Hij wil landcommissaris Ainsworth overreden hem erbij te helpen. Als Ainsworth niet wil ingaan op zijn aanbod, schiet Jake hem dood met het pistool van Joaquin.

## Rolverdeling
| Acteur          | Personage             |
| --------------- | --------------------- |
| Richard Dix     | Joaquin Murrieta      |
| Thelma Todd     | Ruth Ainsworth        |
| Fred Kohler     | Jake Hamby            |
| Jerry Mandy     | Chombo                |
| Robert Brower   | Ferdinand Murrieta    |
| Harry Holden    | Pastoor Sebastian     |
| Fred Esmelton   | Commissaris Ainsworth |
| Frances Raymond | Tante Emily           |
| Ernie Adams     | Bart Hamby            |